# 나바테아인

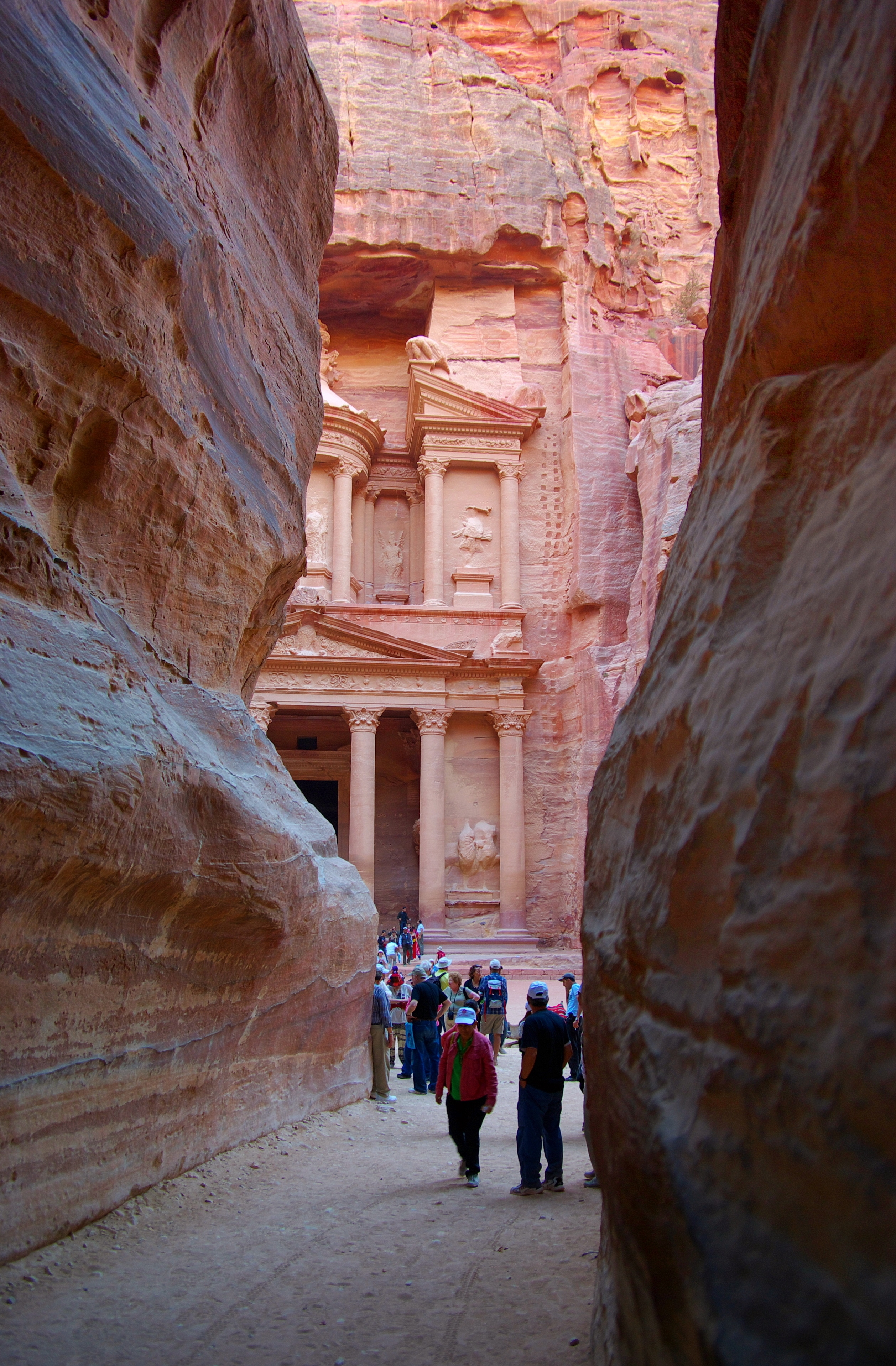
페트라 유적(나바테아 왕국의 수도)

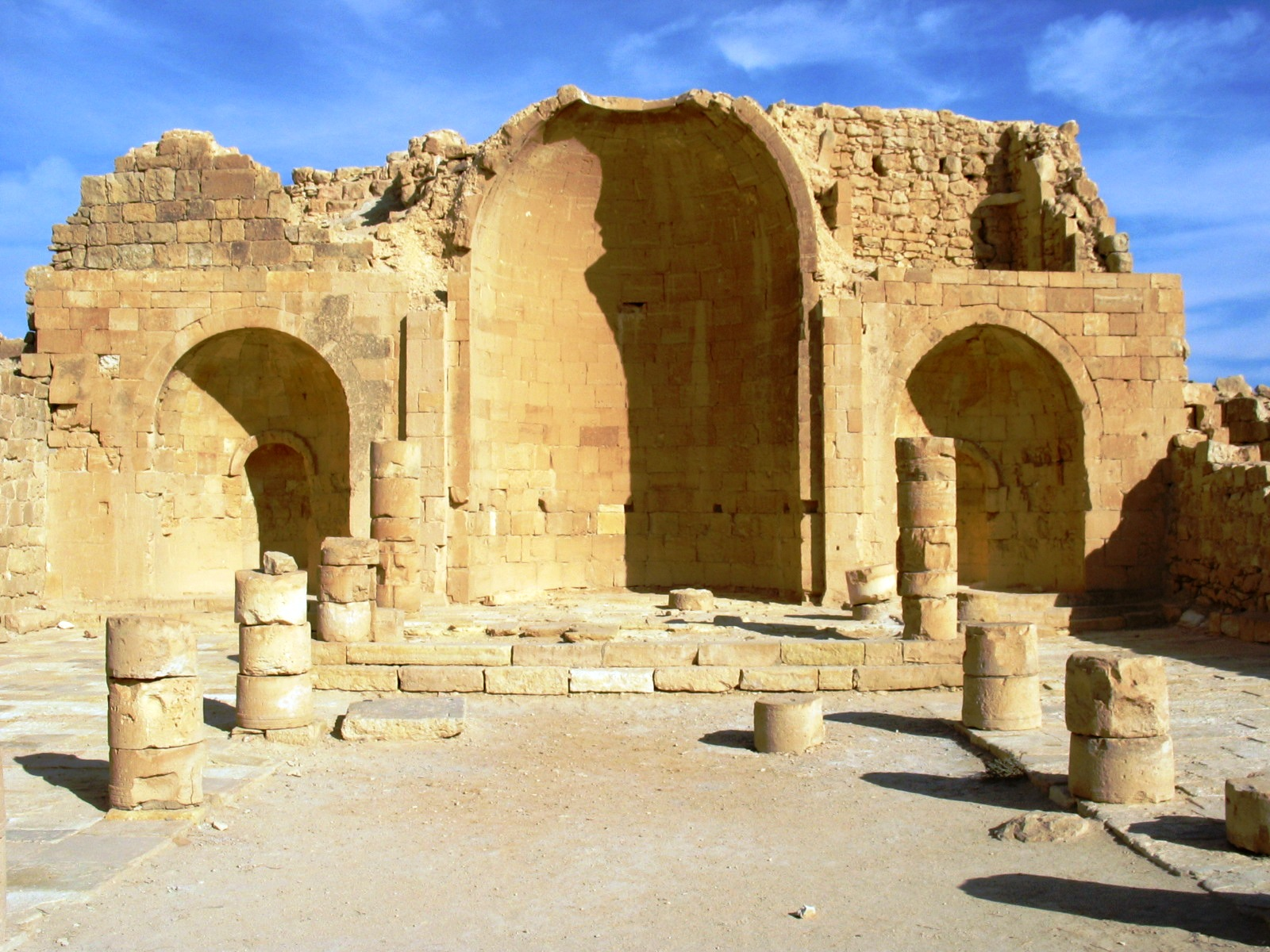
나지브 사막 시비타 사원의 폐허

나바테아인(아랍어: مملكة الأنباط 알안바트[*])은 기원전 2세기 전반 무렵에 페트라(현재 요르단 서쪽)를 중심으로 아라비아 북부와 남부 레반트에 있던 사람들로, 나바테아 왕국의 주민이다. 이 왕국은 기원전 63년에 로마의 속국이 되어 106년에 아라비아 페트라이아 속주에 합병 형태로 멸망했다.

## 나바테아인
나바테아인(Nabataeans)은 기본적으로 상거래를 주업으로 했으며, 요세푸스의 보고에 따르면 나바테아인은 오아시스에서 살았으며 아라비아반도의 북동부와 시리아의 경계지에 걸쳐서, 또한 유프라테스강에서 홍해에 걸쳐 즉 이라크 서부까지 이르는 영토에서 기원전 7세기에서 기원전 2세기경까지 활약한 민족이다. 이슬람 시대 초기에 아랍인들은 시리아와 이라크 지역에서 농경생활을 하던 원주민을 나바테아인이라고 부르기도 하였다.

## 지리
나바테아 왕국의 중심지는 나바투(후일의 페트라 또는 크세르아셀이다)였다. 나바테아의 주요도시로는 수도였던 나바투 즉 페트라(Petra)와 상업도시(Hegra, 현재의 마다인살리Mada'in Salih)를 들 수 있다. 페트라는 현재 요르단에 소재한다. 페트라에는 '알 카즈네'(Al Khazneh, الخزنة)라는 건물이 있는데 아랍어로 '보물창고'를 뜻하는 기원전 1세기 경에 지어진 것으로 추정되는 그리스식 건축양식의 건물로서 영화 《인디아나 존스: 최후의 성전》의 배경이다.

## 역사
기원전 4세기경에 이집트 프톨레마이오스 왕조의 세력권 내에 있었다. 기원전 312년 알렉산드로스 대왕 휘하의 장군 안티고노스는 원정군을 파견하였다. 나바테아는 강력하게 항전하였다. 나바테아 왕국의 통일정권은 하리타트 3세(재위 BC 87~BC 67) 시기에 이루어진다. 통일과 함께 그 경계가 로마제국과 처음으로 접하게 된다. 하리타트 4세 시기를 전성기라 할 수 있는데 시리아의 다마스쿠스에까지 그 영토가 미쳤다. 그 후에 로마의 황제 트라야누스는 105년 로마제국의 영토로 편입하였다. 그 후 로마 제국 초기에 나바테아인들은 유목생활을 점차 버리고 상업활동을 주로 하게 되었고 관료제에 기반한 국가조직이 정비되었다. 또한 그리스화한 나바테아법을 발달시켰다.

## 언어

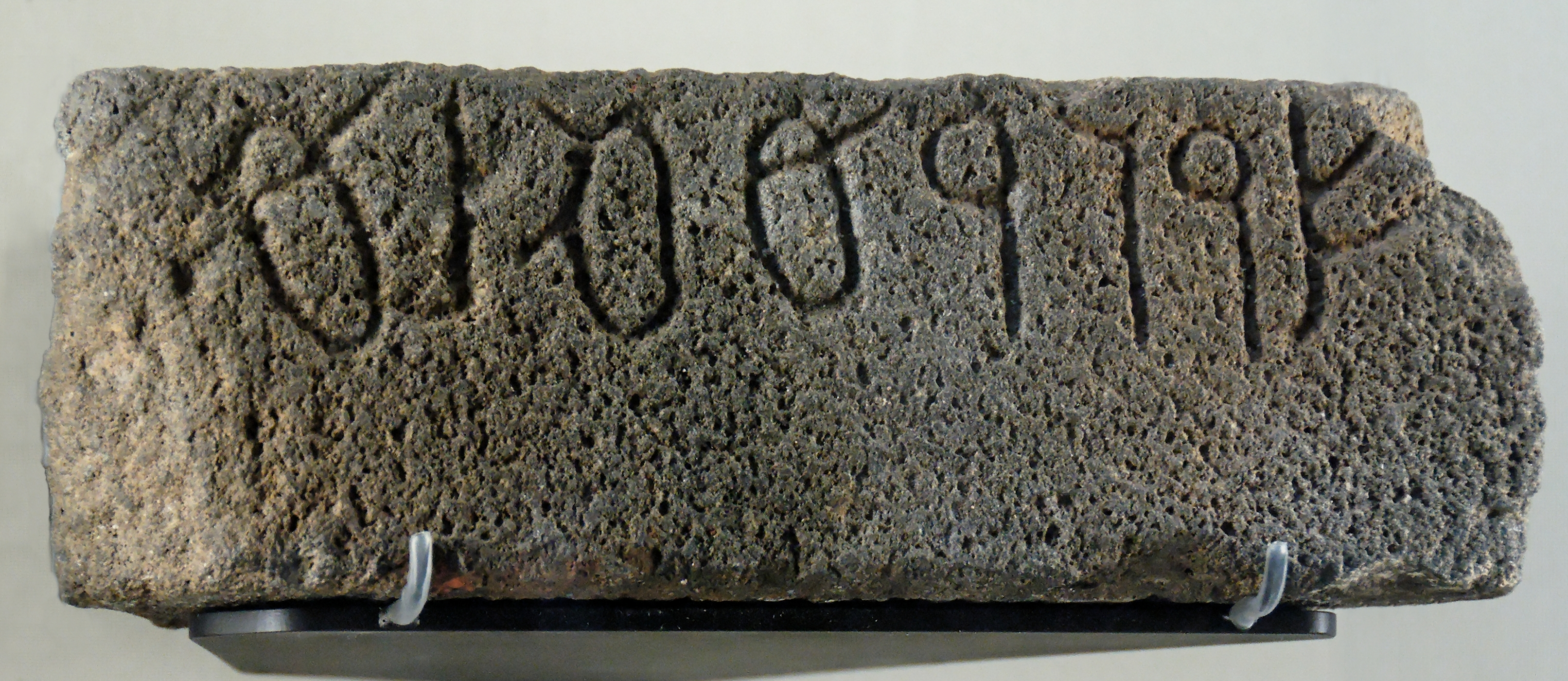
나바테아 문자의 비문 (1세기 무렵). 오른쪽으로 šwdw (장인)이라는 직인이 찍혀 있다.

북쪽 지역에서는 아랍어와 혼화되었다. 그러나 남쪽 지역에서는 순수한 모습이 보존되어 현재의 아랍어의 기원이기도 하다.
나바테아 사람의 언어에 관하여 마카베오기 상권과 하권, 플라비우스 요세푸스의 '유대 고대사'에서는 나바테아 왕국을 “아라비아의 왕”으로 읽었으며, 발굴된 나바테아 문자 비문의 인명 연구에서 아랍어 특징이 뚜렷하기 때문에 아랍어의 일파였을 것이라고 추측하고 있다. (알타바리 같은 아바스 시대 이후의 이슬람 지역의 역사가들도 나바테아 사람을 아랍인의 일파로 인식하고 있었다.) 그들은 제국 아람어 문자의 후신의 하나인 나바테아 문자를 사용하고 있었다. 기원전 3세기 무렵부터 기원후 5세기 무렵까지, 시리아 북부에서 아라비아 반도 남부 예멘까지 넓은 지역에 많은 나바테아 문자 비문군이 확인되고 있지만, 이들은 나바테아 사람의 활동 범위의 확대에 겹치는 것으로 생각되고 비문군은 대부분의 경우, 아람어로 만들어져 있다.
기원 전후부터 아라비아 반도에서 메소포타미아, 시리아 전역에 아랍계 지파가 무역과 정착 등 다수 진출한 것으로 알려져 있다. 이 아랍계의 여러 세력은 원래 완전히 독자적인 문자를 갖지 않았고, 구어는 물론 아랍어 시스템에 있었지만, 대부분의 경우, 문어로 아람 문자와 아람어를 차용하고 있었던 것이다. 나바테아 사람도 마찬가지 아람 문자를 자신의 서체로 변화시킨 나바테아 문자를 사용, 아람어 비문 등을 썼다. 오늘의 아랍 문자의 바탕이 된 것은 4세기에서 5세기 무렵 아라비아 반도의 헤자즈 지방을 중심으로 이용되고 있었던 나바테아 문자 종류에서 파생된 것으로 생각된다. 특히 5세기 이후부터 나바테아 문자나 최초 기의 아랍 문자로 아람어가 아닌 아랍어로 쓰여진 비문을 볼 수 있게 된다.
기타 페트라 주변에서는 남아랍 문자라는 문자가 다수 발견되고 있지만, 어떤 경위로 나바테아 사람에게 전해졌는지는 분명하지 않다.

## 경제
농업에서 나바테아인들의 개간 기술은 높이 발전된 상태였다. 태양열이 작열하는 기후에서 그들은 주위지역의 강수를 모아 밭으로 끌어 들였다. 농업지 면적은 10분의 1 또는 20분의 1을 차지하였다. 나바테아인의 개간기술에 관하여 권위자는 예루살렘 대학의 에베나리(Evenari)교수이다.
상업에서 그들은 사해에서 산출되던 타르를 거래하였다. 이 타르는 주로 이집트로 수출되어 부패 방지용 발삼으로 미라 제작에 이용되었다.

## 나바테아인의 왕
- 나바욧 이븐 이스마엘(Nabayot ibn Ishmael) (이스마엘의 아들 느바욧(Nebajot)은 성경 창세기 25장 13절에도 나온다). 그의 이름은 아브라함의 후손으로서의 나바테아인의 기원을 가리킨다.
- 나트누Natnu (기원전 650년 경)
- 누후루 이븐 나트누Nuhuru ibn Natnu

## 나바테아왕국의 지배자
- 하리타트 1세 Harithath (Aretas) I. 169–144 v. Chr.
- 말리쿠 1세 Maliku (Malichus) I. 144–110 v. Chr.
- 하리타트 2세 Harithath (Aretas) II. 110–95 v. Chr.
- 에로팀 Erotim ~110–100 v. Chr.
- 우바이다 1세 Ubaidah (Obodas) I. 95–87 v. Chr.
- 아르라빌 1세 ar-Rabil (Rabbel) I. 87 v. Chr.
- 하리타트 3세 Harithath III. (Aretas III. Philhellen) 87–62 v. Chr.
- 우바이다 2세 Ubaidah (Obodas) II. 62–~50 v. Chr.
- 말리쿠 2세 Maliku (Malichus) II. ~50–28 v. Chr.
- 우바이다 3세 Ubaidah (Obdas) III. 28–9 v. Chr.
- 하리타트 4세 Harithath IV. (Areta IV. Philopatris) 9 v. Chr.–~40 n. Chr.
- 말리쿠 3세 Maliku (Malichus) III. ~40–~70
- 샤킬라트 Shakilat ~40–~60
- 아르라빌 2세 ar-Rabil II. (Rabbel Soter) ~71–106
- 가밀라트 Gamilat ~71–90
- 말리쿠 4세M aliku (Malichus) IV. 106

## 같이 보기
- 정수일(鄭守一) : 무하마드 깐수(Muhammad Kansu) 북한공작원 겸 전(前) 단국대 교수 출신의 이슬람 문명 전문가
- 나바테아 문자 : 나바테아 인(人)들이 사용했던 문자